# Кокоричі (Вргораць)
Кокоричі (хорв. Kokorići) — населений пункт у Хорватії, у Сплітсько-Далматинській жупанії у складі міста Вргораць.

## Населення
Населення за даними перепису 2011 року становило 161 осіб.
Динаміка чисельності населення поселення:

## Клімат
Середня річна температура становить 13,61 °C, середня максимальна – 26,73 °C, а середня мінімальна – 0,67 °C. Середня річна кількість опадів – 924 мм.
| Клімат поселення                              | Клімат поселення | Клімат поселення | Клімат поселення | Клімат поселення | Клімат поселення | Клімат поселення | Клімат поселення | Клімат поселення | Клімат поселення | Клімат поселення | Клімат поселення | Клімат поселення | Клімат поселення |
| Показник                                      | Січ.             | Лют.             | Бер.             | Квіт.            | Трав.            | Черв.            | Лип.             | Серп.            | Вер.             | Жовт.            | Лист.            | Груд.            |                  |
| Середній максимум, °C                         | 8,84             | 9,20             | 12,32            | 16,06            | 21,04            | 24,94            | 26,68            | 26,73            | 21,73            | 17,21            | 12,11            | 9,00             |                  |
| Середня температура, °C                       | 4,76             | 5,10             | 8,24             | 11,98            | 16,95            | 20,85            | 23,67            | 23,72            | 18,72            | 14,20            | 9,11             | 5,98             |                  |
| Середній мінімум, °C                          | 0,67             | 1,01             | 4,15             | 7,89             | 12,85            | 16,76            | 20,67            | 20,71            | 15,71            | 11,20            | 6,09             | 2,98             |                  |
| Норма опадів, мм                              | 87               | 77               | 78               | 78               | 64               | 54               | 38               | 52               | 74               | 102              | 118              | 102              |                  |
| Середньомісячна швидкість вітру, м/с          | 3.26             | 3.63             | 3.68             | 3.31             | 2.92             | 2.68             | 2.69             | 2.54             | 2.83             | 2.97             | 3.61             | 3.76             |                  |
| Середньомісячна сонячна радіація, кДж/м²·день | 5699             | 8350             | 12025            | 16287            | 19844            | 22905            | 24570            | 21812            | 16258            | 10596            | 6165             | 4793             |                  |
| --------------------------------------------- | ---------------- | ---------------- | ---------------- | ---------------- | ---------------- | ---------------- | ---------------- | ---------------- | ---------------- | ---------------- | ---------------- | ---------------- | ---------------- |
| Джерело:                                      |                  |                  |                  |                  |                  |                  |                  |                  |                  |                  |                  |                  |                  |